# Epiphellia
Epiphellia is een geslacht van zeeanemonen uit de klasse van de Anthozoa (bloemdieren).

## Soorten
- Epiphellia anneae Carlgren, 1950
- Epiphellia australis Carlgren, 1950
- Epiphellia browni (Willsmore, 1911)
- Epiphellia capitata (Willsmore, 1911)
- Epiphellia elongata Carlgren, 1950
- Epiphellia pusilla (Verrill, 1928)